# Беменкирх
Беменкирх (њем. Böhmenkirch) општина је у њемачкој савезној држави Баден-Виртемберг. Једно је од 38 општинских средишта округа Гепинген. Према процјени из 2010. у општини је живјело 5.517 становника. Посједује регионалну шифру (AGS) 8117010.

## Географски и демографски подаци
Беменкирх се налази у савезној држави Баден-Виртемберг у округу Гепинген. Општина се налази на надморској висини од 696 метара. Површина општине износи 51,1 km².

## Становништво
У самом мјесту је, према процјени из 2010. године, живјело 5.517 становника. Просјечна густина становништва износи 108 становника/km².

## Међународна сарадња
| Мјесто       | Држава   | Врста сарадње | Од    |
| ------------ | -------- | ------------- | ----- |
| Бехејмкирхен | Аустрија | партнерство   | 1987. |
| Извор        |          |               |       |